# NGC 7209
NGC 7209 ist ein offener Sternhaufen vom Trumpler-Typ III1p im Sternbild Eidechse am Nordsternhimmel. Er ist etwa 3.800 Lichtjahre vom Sonnensystem entfernt, mit einem Durchmesser von ca. 28 Lichtjahren. NGC 7209 hat einen Winkeldurchmesser von 25 Bogenminuten und eine Helligkeit von 7,7 mag.
Das Objekt wurde am 19. Oktober 1788 von William Herschel entdeckt.